# Riserva naturale dell'Isola Boscone
La riserva naturale dell'Isola Boscone è un'area naturale protetta situata nell'alveo del fiume Po, compresa nel territorio del comune di Borgocarbonara e in massima parte nella municipalità di Carbonara di Po, in provincia di Mantova. La riserva è stata istituita con la Deliberazione del Consiglio Regionale n. 566 del 29 gennaio 1987.
L'originaria isola fluviale che appare per la prima volta in una mappa conservata nell'archivio Gonzaga di Mantova, nella prima metà del XVII secolo, con il tempo si è trasformata in una penisola, in particolare a seguito di interventi idraulici sul corso del fiume attuati negli anni Settanta e Ottanta del XX secolo che hanno prodotto l'interramento delle lanche.
Prima ancora dell'istituzione regionale a riserva naturale, nel 1983 fu creata l'oasi LIPU Isola Boscone che assicura visite nei mesi estivi. L'area è zona umida di importanza internazionale secondo la convenzione di Ramsar ed è inoltre zona di protezione speciale designata ai sensi della direttiva 79/409/CEE dal decreto del Ministro dell'ambiente del 3 aprile 2000.